# Česká asociace pro geoinformace
Česká asociace pro geoinformace (CAGI) je nevládní neziskovou organizací, byla založena roku 1997 jako dobrovolné nezávislé společenské sdružení subjektů působících v oblasti prostorově orientovaných informačních systémů a příslušných informačních technologií. Za dobu své existence se CAGI profilovala jako vůdčí subjekt v oblasti geoinformací v České republice.
Jedná se o zastřešující organizaci, jejíž hlavní poslání spočívá ve vytváření podmínek pro rozvoj prostorově orientovaných informačních systémů a pro široké využívání informací ve všech oblastech. Těžiště činností CAGI spočívá ve výměně informací a zkušeností mezi jejími členy, dále pak v řešení konkrétních úloh ve formě tematicky zaměřených projektů, návrhů a studií. CAGI také reprezentuje českou geoinformační komunitu vůči vrcholným státním orgánům a zajišťuje kontakt se zahraničními národními i nadnárodními organizacemi v předmětné oblasti.
CAGI se aktivně účastnila projektu GINIE a účastní se přípravy projektu INSPIRE, podstatnou měrou se zasloužila o formulaci Programu rozvoje Národní geoinformační infrastruktury pro roky 2001-2005. Činnost CAGI opírající se o aktivní dobrovolnickou činnost členů je organizována formou odborných skupin a komisí, přičemž klíčové jsou projekty realizující vybrané úkoly Programu rozvoje Národní geoinformační infrastruktury.